# Gare d'Amsterdam-Bijlmer ArenA
La gare d'Amsterdam-Bijlmer ArenA, est une gare ferroviaire secondaire de la ville d'Amsterdam aux Pays-Bas. Elle est située au cœur de l'arrondissement de Zuidoost, au plus près du centre commercial Amsterdamse Poort ou du Heineken Music Hall, en plus de l'accès au stade via le ArenA Boulevard. 

## Situation ferroviaire
Cette gare est située sur la Rhijnspoorweg (ligne d'Amsterdam à Emmerich-Elten (D) (nl) par Utrecht et Arnhem) entre les gares ouvertes de Duivendrecht (nl) et Amsterdam Holendrecht (nl).

## Histoire
Ouverte le 24 mai 1971, elle a été reconstruite à deux reprises : en 1976 et en 2007, les derniers travaux ayant coûté environ 150 millions d'euros.
La dénomination « Amsterdam Bijlmer ArenA » est adopté le 10 décembre 2006, en référence à l'Amsterdam ArenA voisine qui accueille les matches de l'Ajax Amsterdam.

## Service des voyageurs

### Accueil
Gare des NS, elle dispose d'un bâtiment voyageur équipé d'automates pour l'achat de titre de transport et d'aménagements, équipement et service pour les personnes à mobilité réduite. Plusieurs boutiques et restaurants y sont installés.

### Desserte
La gare comporte cinq quais pour huit voies (dont deux de métro). 
Elle est desservie par des trains, Intercity et Sprinter, de la compagnie nationale des Nederlandse Spoorwegen :
- Intercity service Schiphol – Utrecht – Arnhem – Nijmegen
- Intercity service Schiphol – Utrecht – Eindhoven – Heerlen
- Sprinter Uitgeest – Gare centrale d'Amsterdam – Breukelen – Woerden – Rotterdam
- Sprinter Uitgeest – Amsterdam – Breukelen – Utrecht – Rhenen (heures de pointe seulement)

### Intermodalité
Elle est également desservie par les lignes 50 et 54 du métro de la GVB. Sur la même plateforme que celle des trains le métro dispose de deux voies et deux quais. 

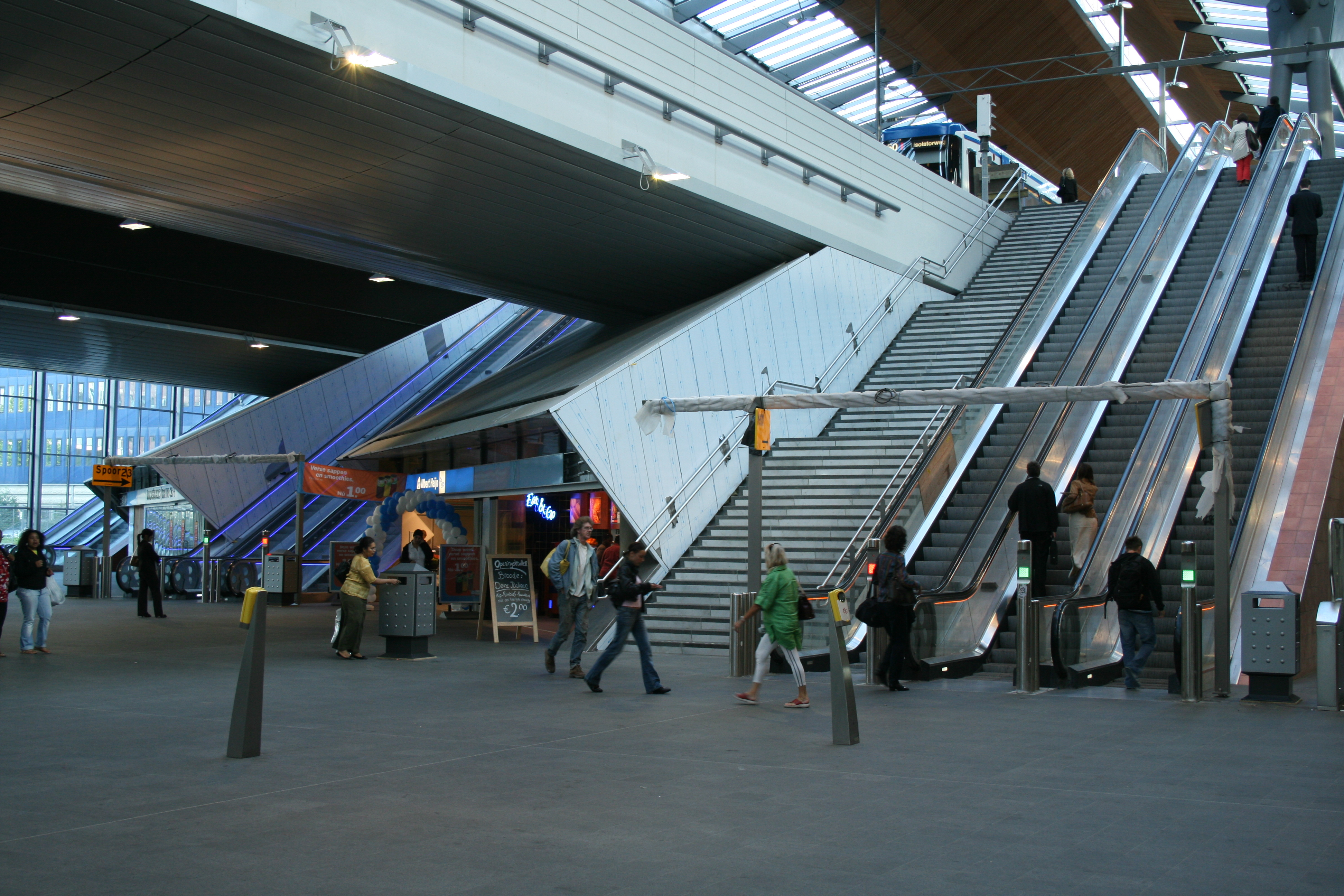
Le hall de la gare en 2007.
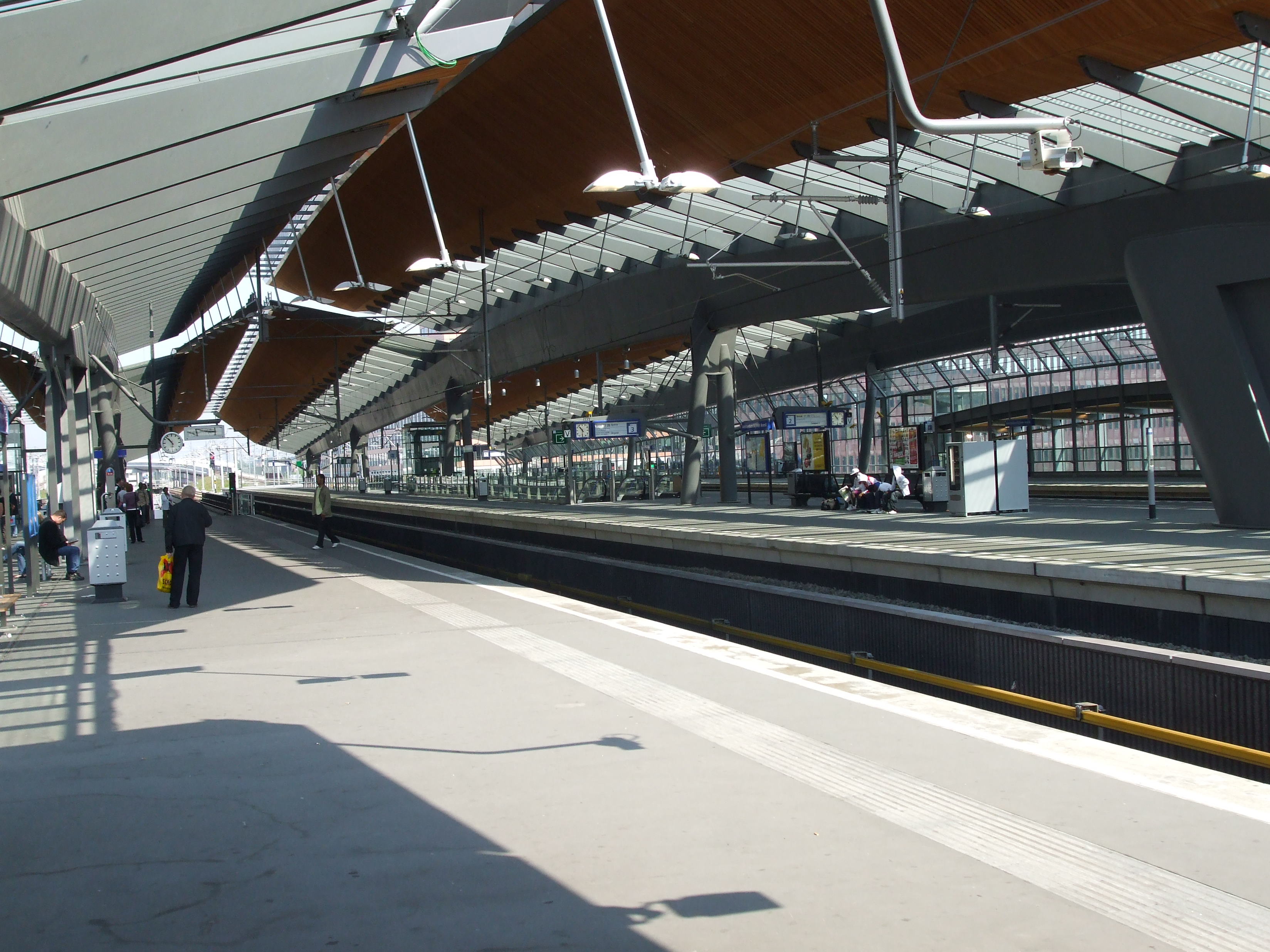
Les quais de trains régionaux NS.